# Sessinia pauperala
Sessinia pauperala is een keversoort uit de familie schijnboktorren (Oedemeridae). De wetenschappelijke naam van de soort is voor het eerst geldig gepubliceerd in 1876 door Pascoe.